# Gunnar Nielsen (Fußballspieler)
Gunnar Nielsen (* 7. Oktober 1986 in Tórshavn) ist ein färöischer Fußballtorwart und Nationalspieler.

## Verein
Nielsen startete seine Karriere bei HB Tórshavn, für die er jedoch nur in der Jugendmannschaft zum Einsatz kam. Nach seinem Wechsel zu BK Frem København in die Viasat Sport Division wurde Nielsen von den Blackburn Rovers für eine „kleine“ aber unbekannte Ablösesumme am 2. Juli 2007 übernommen, nachdem er im April bei Blackburn im Training überzeugen konnte. Nielsen bekam einen Zweijahresvertrag mit der Option auf ein Jahr Verlängerung. Im August 2008 liehen ihn die Rovers für ein halbes Jahr an den schottischen Erstligisten FC Motherwell aus.
Anfang 2009 verpflichtete Manchester City den Jugendnationaltorwart für zweieinhalb Jahre. Von Januar bis April 2009 war er an den FC Wrexham ausgeliehen, für die er in der Conference National aufgrund einer Verletzung insgesamt nur fünf Spiele bestritt. Am 24. April 2010 gab er für Manchester City gegen FC Arsenal als erster färöischer Spieler sein Debüt in der Premier League als Einwechselspieler für den verletzten Shay Given, das Spiel endete 0:0. Nachdem Manchester City aufgrund der Verletzung erlaubt wurde, als Ersatz Márton Fülöp von AFC Sunderland auszuleihen, saß Nielsen im nächsten Spiel gegen Aston Villa wieder auf der Bank.
Am 23. Juli 2010 wechselte er auf Leihe für ein halbes Jahr zu den Tranmere Rovers, für die er in der Football League One auflief. Sein Debüt gab er am ersten Spieltag in der 1:2-Heimniederlage gegen Oldham Athletic. Aufgrund einer Schulterverletzung musste er jedoch erneut längere Zeit pausieren und bestritt sein zweites Spiel für Tranmere erst im Dezember.
Am 23. Februar 2011 brach sich Nielsen im Spiel von Manchester City gegen die Reserve der Bolton Wanderers offenbar das Bein. Dies stellte sich im Nachhinein jedoch als gerissene Kniebänder heraus, woraufhin ein Ausfall von einem Jahr prognostiziert wurde. Ende Dezember 2012 wurde Nielsens Vertrag aufgelöst. Im Januar 2013 wurde Nielsen zu einem mehrtägigen Probetraining beim dänischen Erstligisten SønderjyskE nach Hadersleben eingeladen.
Anfang April 2013 nahm der dänische Erstligist Silkeborg IF Nielsen bis Saisonende unter Vertrag, nachdem sich Stammtorhüter Lasse Heinze verletzt hatte. Den Abstieg als Letztplatzierter konnte er gemeinsam mit seinem ebenfalls für Silkeborg spielenden Landsmann Christian Holst nicht verhindern. Im Juli 2013 unterschrieb Nielsen einen Zweijahresvertrag beim schottischen Erstligisten FC Motherwell. Im April 2015 verließ er den Verein Richtung Island und spielte bis Saisonende für den amtierenden Meister UMF Stjarnan in der Pepsideild. Im Supercup wurde Pokalsieger KR Reykjavík mit 1:0 bezwungen. Bei Stjarnan, mit denen er in der abgelaufenen Saison den vierten Platz belegte, wurde Nielsen zum Spieler des Jahres gewählt. Im Oktober desselben Jahres unterschrieb er einen Vertrag beim isländischen Meister FH Hafnarfjörður. 2016 gewann er seinen ersten Meistertitel. Das Spiel um den Supercup gewann Valur Reykjavík mit 1:0. 2019 verlor Nielsen seinen Stammplatz an Daði Arnarsson.

### Europapokal
Mit dem FC Motherwell spielte Nielsen 2013/14 im Rückspiel der 3. Qualifikationsrunde zur UEFA Europa League gegen FK Kuban Krasnodar. Nachdem das Hinspiel bereits mit 0:2 verloren wurde, unterlag Motherwell auch im Rückspiel mit 0:1 und schied somit aus. In der 2. Qualifikationsrunde zur Champions League lief Nielsen 2015/16 für UMF Stjarnan gegen Celtic Glasgow auf, nach einem 0:2 und 1:4 erreichte Celtic die nächste Runde. Mit seinem neuen Verein FH Hafnarfjörður scheiterte er 2016/17 in der 2. Qualifikationsrunde zur Champions League gegen Dundalk FC nach einem 2:2 zu Hause und einem 1:1 auf fremden Platz aufgrund der Auswärtstorregel. In der 2. Qualifikationsrunde zur Champions League 2017/18 konnte sich zunächst gegen Víkingur Gøta mit 1:1 und 2:0 durchgesetzt werden, ehe gegen NK Maribor nach zwei 0:1-Niederlagen das Ausscheiden aus diesem Wettbewerb feststand. In den Playoffs zur Europa League verlor die Mannschaft mit 1:2 und 3:2 gegen Sporting Braga. 2018/19 war FH Hafnarfjörður für die Europa League qualifiziert. In der 1. Qualifikationsrunde setzte sich Nielsen mit seiner Mannschaft durch ein 3:0 und 0:0 gegen den FC Lahti durch. In der 2. Qualifikationsrunde gelang im Auswärtsspiel gegen Hapoel Haifa ein 1:1, nach einer 0:1-Heimniederlage im Rückspiel schied Nielsen mit seiner Mannschaft aus.

## Nationalmannschaft
Nielsen spielte zunächst in der U-17-, U-19- und U-21-Fußballnationalmannschaft der Färöer. Sein Debüt für die A-Nationalmannschaft gab er am 22. März 2009 in Kópavogur beim 2:1-Sieg im Freundschaftsspiel gegen Island. Er löste hiermit den langjährigen Stammtorwart Jákup Mikkelsen ab, welcher 2009 seine Nationalmannschaftskarriere beendete. Aufgrund einer Schulterverletzung von Nielsen, die er sich im Länderspiel gegen Italien am 7. September zuzog, kehrte Mikkelsen 2010 jedoch wieder ins Tor zurück. Auch 2011 wurde Mikkelsen aufgrund der erneuten Verletzung Nielsens in den Kader berufen. Das erste Spiel nach seiner Verletzung bestritt Nielsen am 15. August 2012.

## Erfolge
- 1× Isländischer Meister: 2016
- 1× Isländischer Supercup: 2015